# (6869) Funada
(6869) Funada est un astéroïde de la ceinture principale.

## Description
(6869) Funada est un astéroïde de la ceinture principale. Il fut découvert le 2 mai 1992 à Kitami par Kin Endate et Kazuro Watanabe. Il présente une orbite caractérisée par un demi-grand axe de 3,19 UA, une excentricité de 0,05 et une inclinaison de 17,0° par rapport à l'écliptique.

## Compléments